# Büttös, Borsod-Abaúj-Zemplén
Büttös este un sat în districtul Encs, județul Borsod-Abaúj-Zemplén, Ungaria, având o populație de 200 de locuitori (2011). 

## Demografie
Componența etnică a satului Büttös
     Maghiari (96,11%)
     Romi (3,89%)
Componența confesională a satului Büttös
     Romano-catolici (45%)
     Greco-catolici (31%)
     Reformați (4,5%)
     Necunoscută (19,5%)
Conform recensământului din 2011, satul Büttös avea 200 de locuitori. Din punct de vedere etnic, majoritatea locuitorilor (96,11%) erau maghiari, cu o minoritate de romi (3,89%). Nu există o religie majoritară, locuitorii fiind romano-catolici (45,0%), greco-catolici (31,0%) și reformați (4,5%). Pentru 19,5% din locuitori nu este cunoscută apartenența confesională.